# Masahiro Yanagida
Masahiro Yanagida (jap. 柳田 将洋 Yanagida Masahiro; ur. 6 lipca 1992 w tokijskiej dzielnicy Edogawa) – japoński siatkarz, reprezentant Japonii, grający na pozycji przyjmującego.

## Sukcesy klubowe
Mistrzostwo Japonii:
- 2021, 2022[4]
- 2015

Turniej Kurowashiki:
- 2015

Klubowe Mistrzostwa Azji:
- 2022[5]

## Sukcesy reprezentacyjne
Igrzyska Azjatyckie:
- 2014
- 2022[6]

Mistrzostwa Azji
- 2015, 2017
- 2019

Memoriał Huberta Jerzego Wagnera:
- 2015

## Nagrody indywidualne
- 2009: Najlepszy atakujący Mistrzostw Świata Kadetów
- 2018: MVP Pucharu Niemiec
- 2022: Najlepszy przyjmujący Klubowych Mistrzostw Azji